# 小赤梢魚
小赤梢魚（學名：Leucaspius delineatus）為輻鰭魚綱鯉形目雅羅魚科的其中一種，分布於歐洲及亞洲，從萊茵河下游和德國北部向東到波羅的海盆地南部、黑海盆地南至里奧尼流域、裏海盆地北部和西部、愛琴海盆地（從Maritsa到Nestos）、亞得里亞海盆地。廣泛引入於法國、萊茵河上游流域以及英國和瑞士等地，本魚體被大的銀色鱗片，兩側有一條不顯眼的強烈銀色帶，側線不完整，背鰭硬棘2-3枚、背鰭軟條7-9枚、臀鰭硬棘3枚、臀鰭軟條10-13枚，體長可達9公分，棲息在水淺的水池與小溪，淺的湖泊，泥炭洞穴，成群活動，屬雜食性，以浮游生物及昆蟲等為食，繁殖期在四月到五月, 魚卵被由雄魚保衛，可作為觀賞魚。